# Geografia Wenezueli

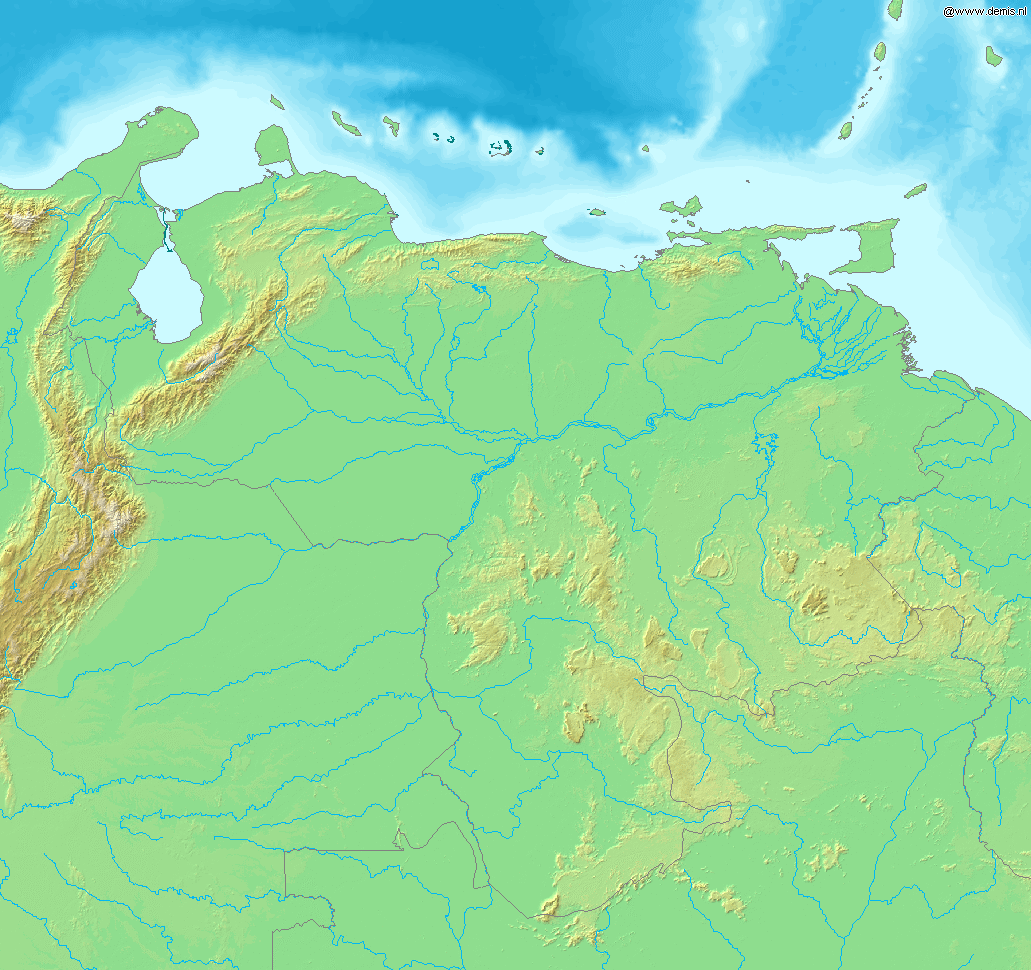
Mapa fizyczna Wenezueli

Wenezuela – duży kraj leżący w północnej części Ameryki Południowej, nad Morzem Karaibskim i Oceanem Atlantyckim. Państwo to cechuje się urozmaiconym krajobrazem, i gorącym, ale i zróżnicowanym regionalnie klimatem równikowym i podrównikowym. Przez Wenezuelę przypływa jedna z większych rzek Ameryki Południowej – Orinoko, a fauna, tak jak krajobraz, jest zróżnicowana i bogata gatunkowo.

## Powierzchnia, skrajne punkty i granice
Powierzchnia:

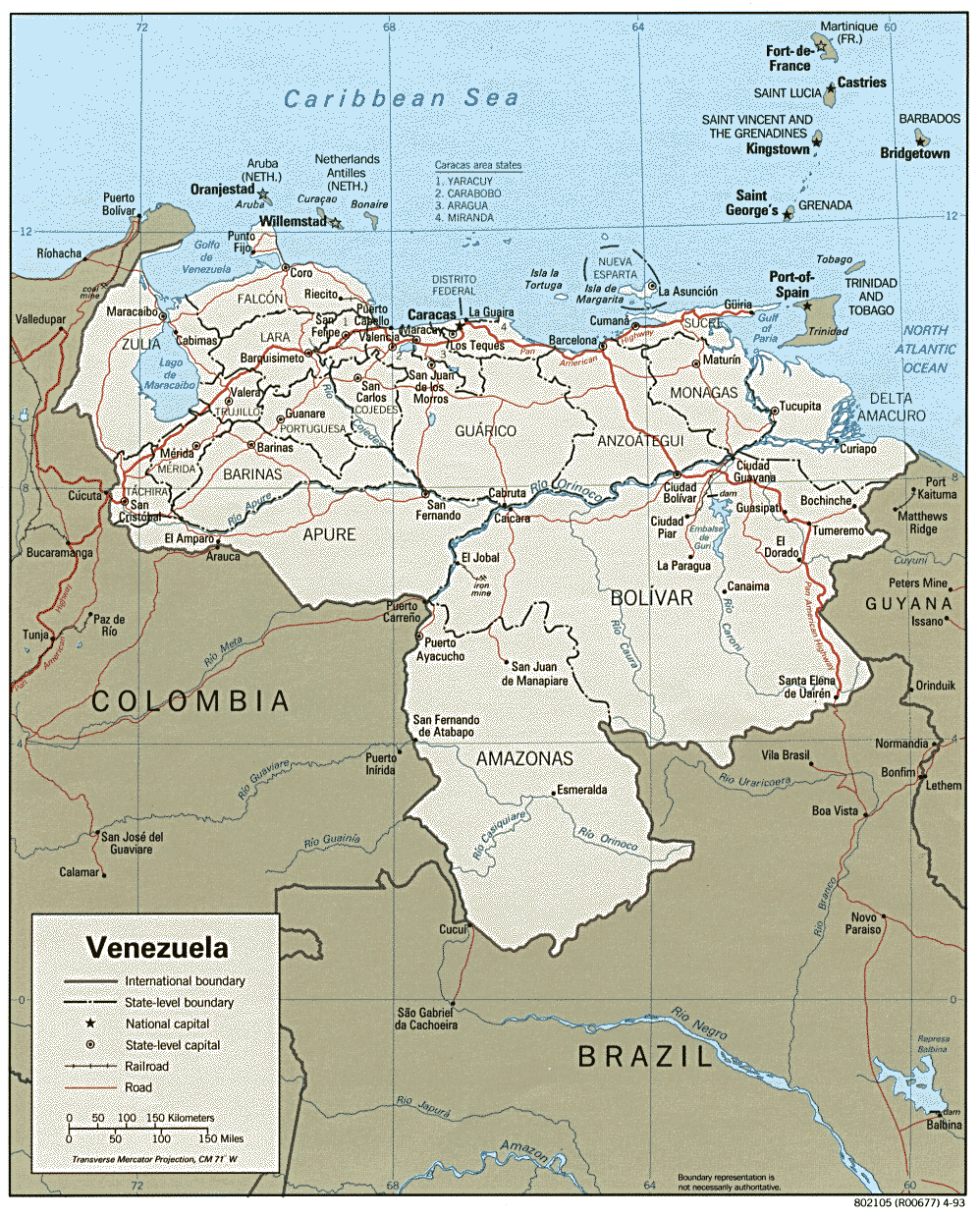
Mapa Wenezueli

- powierzchnia całkowita: 912 050 km²
- ląd: 882 050 km²
- wody śródlądowe: 30 000 km²

Skrajne punkty:
- północny – 12°12'N – przylądek San Román
- południowy – 0°45'N – wodospady Hua na rzece Maturaca
- zachodni – 73°12'W – źródła rzeki Intermedio
- wschodni – 59°48'W – ujście rzek Barima i Mururuma

Rozciągłość południkowa kraju wynosi 1271 km, a równoleżnikowa 1493 km. Długość geograficzna ma wpływ na czas lokalny, który na wschodzie różni się o 4 godziny od czasu Greenwich, a na zachodzie o 5 godzin. W Wenezueli przyjęto, że oficjalny czas będzie różnić się o 4 godziny od czasu Greenwich.
Wenezuela graniczy z następującymi państwami:

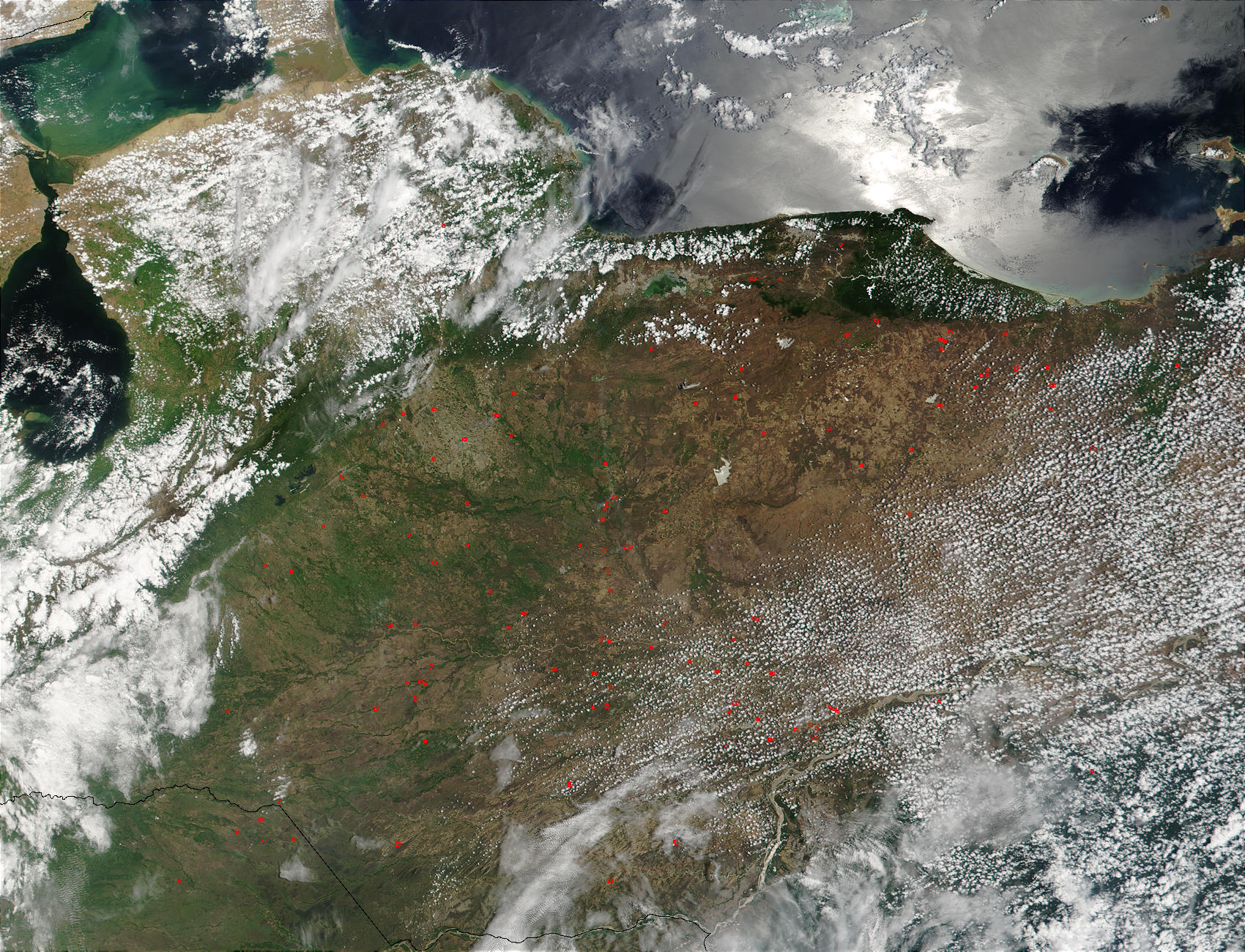
Wenezuela widziana z kosmosu

- Kolumbia – 2050 km
- Brazylia – 2200 km
- Gujana – 743 km

Linia brzegowa – 2800 km

## Ukształtowanie poziome
Kształt Wenezueli jest zbliżony do trójkąta równobocznego, którego wierzchołki znajdują się na zachodzie, wschodzie i na południu. Linia brzegowa Wenezueli jest zróżnicowana, cechuje ją występowanie licznych półwyspów, wysp oraz zatok. Na zachodnim krańcu Wenezueli znajduje się półwysep Guajira, którego wschodnia część należy do Wenezueli. Półwysep ten ogranicza od zachodu Zatokę Wenezuelską. Od wschodu granicą zatoki jest półwysep Paraguańa do którego przylega mała zatoka Coro. Wybrzeże jest niskie i piaszczyste, a w kierunku wschodnim słabo rozczłonkowane. Urozmaicają je Góry Karaibskie, które w jego w środkowej części dochodzą do morza. We wschodniej części wybrzeża leżą półwyspy: Araya i Paria, otaczające zatoki: Cariaco i Paria. Na wschodzie znajduje się Cieśnina Węży (Żmij) która oddziela Wenezuelę od wyspy Trinidad. W rejonie tym wybrzeże jest górzyste. Wschodni kraniec wybrzeża jest nizinny, gdzie sporą jego część zajmuje zabagniona delta rzeki Orinoko.
Do Wenezueli należy kilkaset wysp, leżących w szelfie kontynentalnym Morza Karaibskiego. Największymi wyspami są Margarita o powierzchni 934 km², Coche – 43 km², Cubagua – 22 km². Najdalej od wybrzeży znajduje się niewielka wysepka Aves (Ptasia), która leży na 15°22'N

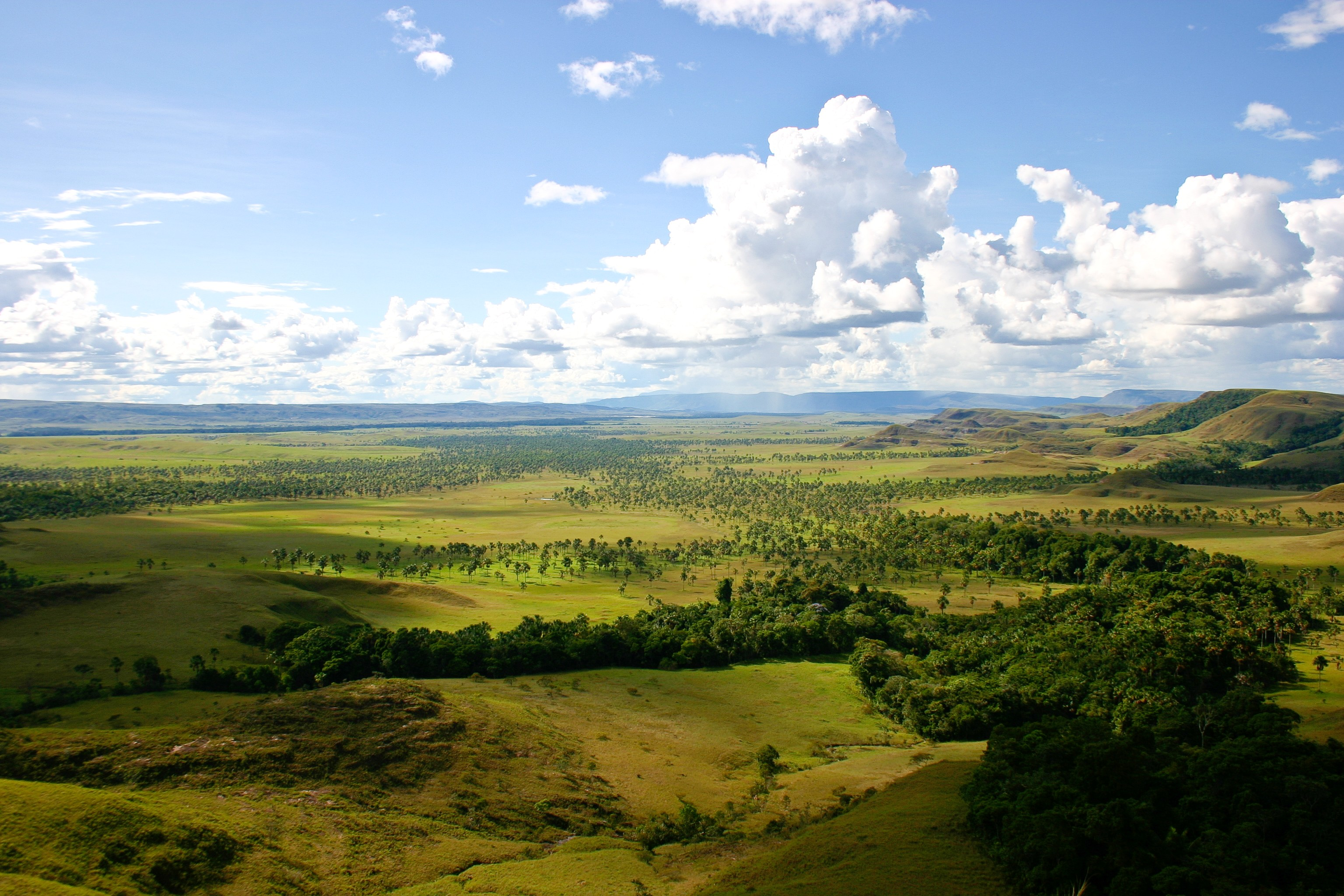
Wyżyna Gujańska

## Budowa geologiczna
Niemal całe terytorium Wenezueli leży na obszarze płyty połdniowoamerykańskiej, a tylko jej północny kraniec wchodzi w skład płyty karaibskiej. Geologicznie Wenezuelę można podzielić na trzy regiony: zachodni, północno-wschodni i południowo-wschodni.

### Zachodni region
Część zachodnia obejmuje góry Sierra de Perija wraz z tektonicznym zapadliskiem Maracaibo, w skład tego regionu wschodzi odcinek Andów (Andy Wenezuelskie) oraz wyżyny: Falcón i Lara. Najstarszą częścią tego regionu są góry Sierra de Perija, gdzie znajdują się skały archaiczne. Góry Sierra de Parija ciągną się wzdłuż granicy z Kolumbią w kierunku północnym i są zbudowane głównie z wapieni. Andy Wenezuelskie powstały w orogenezie laramijskiej, której wiek jest bardzo zbliżony do alpejskiego. Góry te zbudowane są z gnejsów i granitów, gdzie skały granitowe poprzecinane są pegmatytowymi intruzjami. Góry Karaibskie będące wschodnią odnogą Andów, leżą na północy kraju. Budują je skały wylewne i metamorficzne, które pochodzą z mezozoiku. Miejscami występują też wapienie i piaskowce pochodzące z kredy. Pomiędzy Sierra de Perija a Andami Wenezuelskimi leży tektoniczne, obniżenie – zapadliska Maracaibo, którego najniższą część zajmuje największe jezioro Wenezueli o tej samej nazwie. Zapadlisko to tworzą utwory kredowe i trzeciorzędowe, występują tam bogate złoża ropy naftowej. Najmłodsze obszary zachodniej części Wenezueli znajdują się na południe od Gór Karaibskich. Występują tam czwartorzędowe aluwia i osady jeziorne.

### Północno-wschodni region
Region północno-wschodni obejmuje strukturalne zapadlisko Orinoko, które leży między tarczą gujańską a Górami Karaibskimi. Głęboko w podłożu zalegają prekambryjskie utwory złożone z granitów, diorytów, łupków i gnejsów. W tym rejonie nie występują skały paleozoiczne, a do mezozoicznych należą piaskowce występujące w południowo-zachodniej części stanów Anzoátegui i Guárico. Nizinne obszary doliny i delty Orinoko przykrywają czwartorzędowe piaskowce i zlepieńce.

### Południowo-wschodni region
Południowo-wschodni region zajmuje tarcza gujańska, która leży na południe od rzeki Orinoko. Tarcza ta jest fragmentem archaicznego kontynentu Gondwany, przez co obszar ten jest najstarszą częścią Wenezueli. Występujące w tej części skały prekambru zostały poddane silnej erozji i zachowały się jedynie w postaci gór ostańcowych, które budują różne skały osadowe. Obszar tarczy gujańskiej jest poprzecinany intruzjami skał wylewnych. Na obszarze stanu Amazonas powszechnie występują utwory aluwialne i góry stołowe zbudowane z piaskowców. Południowa część tarczy gujańskiej – Gran Sabana zbudowana jest ze zlepieńców i piaskowców.

## Rzeźba
Rzeźba Wenezueli jest urozmaicona, tak jak pod względem geologicznym, także i pod kątem krajobrazu kraj ten można podzielić na 3 regiony. Zachodnią i północną część zajmują Andy i ich przedłużenie jakim są Góry Karaibskie. Nizina Orinoko wraz z szeroką deltą Orinoko zajmuje środkową i północno-wschodnią część kraju. Południową i przede wszystkim południowo-wschodnią część Wenezueli zajmuje Wyżyna Gujańska.

### Pasma górskie
Pasmo Andów – Cordillera de Mérida i Góry Karaibskie zajmują 13% powierzchni kraju. Najwyższym pasmem jest Cordillera de Mérida, będąca przedłużeniem Kordyliery Wschodniej, najwyższym szczytem tego pasma jest Pico Bolívar o wysokości 5007 m n.p.m. Jest to najwyższa góra w kraju i jeden z najwyższych szczytów Ameryki Południowej. Górotwór Méridy rozciąga się na obszarze 460 km długości i 80-130 km szerokości. Równolegle do tego górotworu ciągnie się Sierra de Perija o długości 220 km i szerokości 50 km. Najwyższy szczyt Sierry – Pico Tetaria, który się wznosi na 3750 m n.p.m. Pasmo to ciągnie się ku Morzu Karaibskiego, wzdłuż granicy z Kolumbią. Perija, wraz z Méridą oskrzydlają znajdujące się między nimi obniżenie jeziora Maracaibo. Góry Karaibskie ciągną się wzdłuż wybrzeża morza od którego wzięły swoją nazwę. Te niezbyt wysokie pasmo wznosi się przeciętnie na 2000 m n.p.m. i jest nazywane Andami Karaibskimi lub Kordylierą Nadbrzeżną. Góry Karaibskie ciągną się na długości 340 km a ich najwyższy szczyt – Pico Naiguatá, wznosi się na 2765 m n.p.m. Kontynuacją Gór Karaibskich w kierunku północno-wschodnim są Małe Antyle, będące podmorskim przedłużeniem łańcucha południowoamerykańskich Kordylierów. U podnóży Gór Karaibskich leży Serrania del Interior. Jest to wyżyna o wysokości rzędu 1000 – 1500 m n.p.m., której towarzyszą liczne obniżenia.

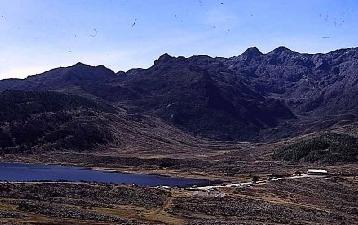
Andy Wenezuelskie

### Niziny
Niziny w Wenezueli zajmują 35% powierzchni kraju. Obszary nizin skupiają się wokół rzeki Orinoko, z tym, że na południu od owej rzeki tereny szybko przechodzą w region Wyżyny Gujańskiej. Zajmująca środkową część kraju Nizina Orinoko zwana też Niziną Llanos jest aluwialnym obszarem lekko pofalowanym. Obszar ten ciągnie się ma przestrzeni 1300 km Obszar Niziny Orinoko obejmuje nie tylko Wenezuelę, ale zajmuje też północno-wschodnią część Kolumbii. Nizina ta leży między Wyżyną Gujańską a Górami Karaibskimi, na szerokości od 100 do 400 km. Region ten kierując się na zachód skręca na południe, na południowy zachód i wkracza na terytorium Kolumbii. Nizina te obniża się w kierunku wschodnim i w większości jest to region płaski, choć jak wyżej wspomniano miejscami teren jest lekko pofalowany. Najwyższym wzniesieniem Niziny Orinoko jest Cerro de Oro o wysokości 512 m n.p.m. W skład niziny wschodzi także szeroka i zabagniona delta rzeki Orinoko. Poza Niziną Orinoko w skład nizin wchodzi wspomniane wyżej obniżenie Maracaribo, którego najniższym punktem jest ów zbiornik. Region Maracaibo to nic innego jak wielkie śródgórskie obniżenie ciągnące się szerokim pasem ku Morzu Karaibskiemu. Poza tymi dwoma regionami, występuje jeszcze wąski pas nizin nadbrzeżnych ciągnących się na niemal całej długości wenezuelskiego wybrzeża. Jedynie w środkowej części wybrzeża obszar nizin zanika zajęty przez sąsiadujące bezpośrednio z morzem Góry Karaibskie.

### Wyżyna Gujańska
Trzecim i ostatnim regionem geomorfologicznym kraju jest Wyżyna Gujańska. Większa jej część znajduje się na terenie Wenezueli, a jedynie niewielki fragment wchodzi w terytorium Brazylii. Jej obszar wchodzi także ma terytorium dwóch niewielkich państw: Gujany i Surinamu. Wyżyna ta zajmuje 45% powierzchni kraju obejmuje jego południową i południowo-wschodnią część kraju. Wyżyna ta wznosi się do 700 m n.p.m. w części północnej do 2450 m n.p.m. w południowej. W centrum i na południu typowe dla tej wyżyny są kuesty i płaskie stoiwa zwane "tepui" o stromych zboczach, uformowane z piaskowców. Na południu przy granicy z Brazylią rozciąga się masyw Roraima, który wznosi się na 3014 m n.p.m. – Pico da Neblina leżący na granicy wenezuelsko-brazylijskiej. Wysokość względna masywów stołowych Roraima wynosi średnio 350 m.

## Klimat

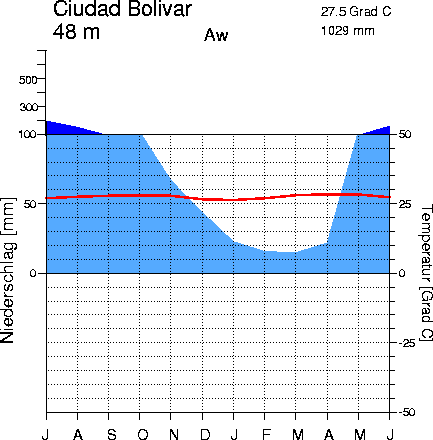
Diagram klimatyczny Ciudad Bolivar, miasta leżącego w dolnym odcinku Orinoko

Klimat jaki panuje na terytorium Wenezueli uwarunkowany jest położeniem geograficznym. Wenezuela leży na niskich szerokościach geograficznych, a jej najdalej wysunięta na południe granica znajduje się kilkadziesiąt kilometrów od równika. Na klimat ma wpływ także wysokość nad poziomem morza i prąd morski jaki oblewa kraj od północy. Kraj cechuje się także dużym nasłonecznieniem, gdzie średnia liczba godzin ze słońce w ciągu roku wynosi 2 600. Południowa i wschodnia część kraju (Wyżyna Gujańska) leży w strefie klimatu równikowego wilgotnego, na pozostałych obszarach panuje klimat podrównikowy wilgotny. W górach klimat jest zróżnicowany, podrównikowy suchy występuje na północnym wschodzie, a podrównikowy wilgotny na wschodnich stokach Cordillera de Mérida.

### Temperatury

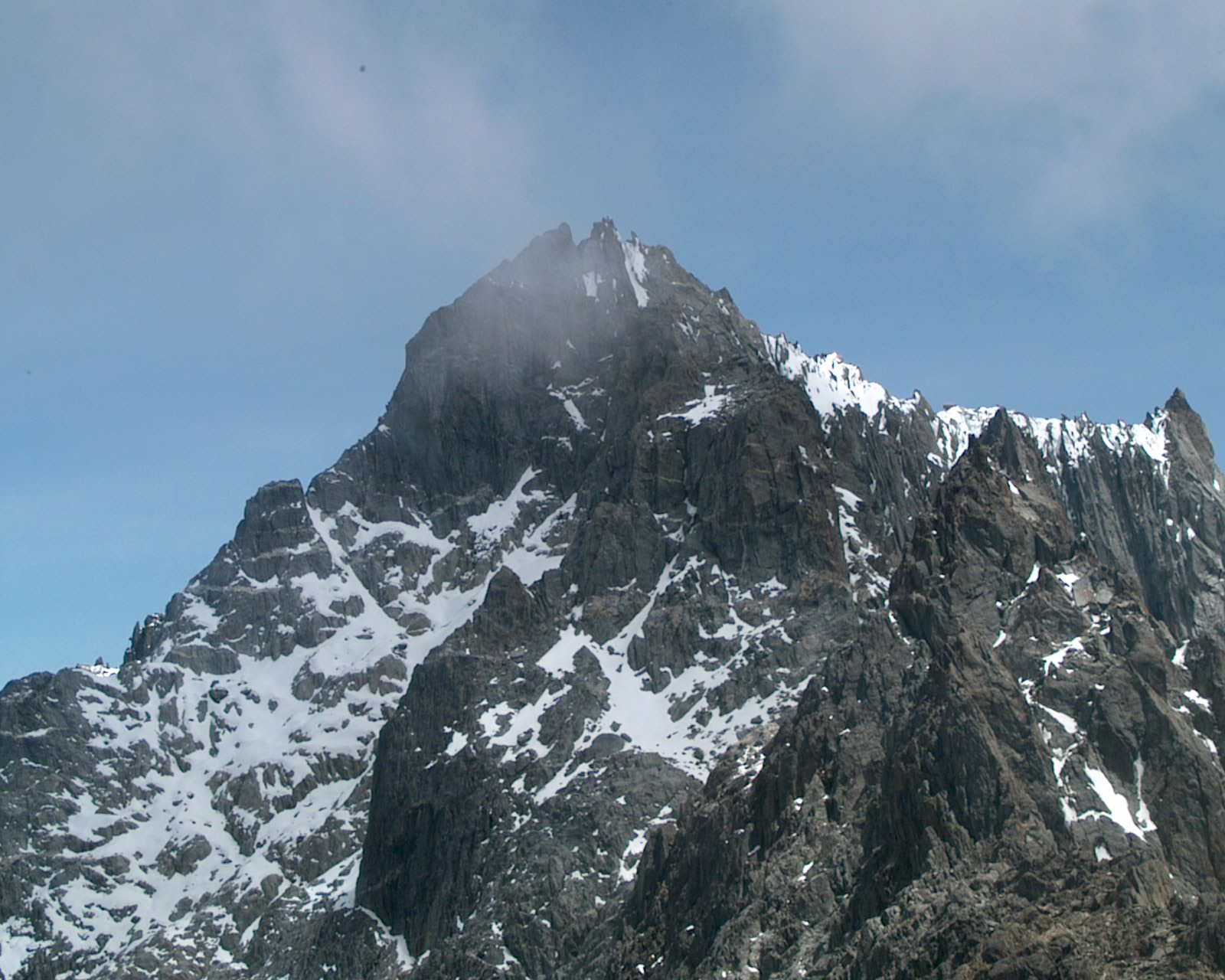
Szczyt Pico Bolivar

Przebieg roczny i dobowy oraz średnia dobowe i miesięczne temperatury mają cechę typową dla regionów klimatów równikowych i podrównikowych. Wspólną cechą jest i wysoka i przez cały rok stała o niskich amplitudach wartość. Północne obszary, mimo iż leżą w pewnym oddaleniu od równika, cechują się wartościami typowymi, jakie notuje się w tropikalnych lasach deszczowych. Przyczyną jest wpływ Ciepłego Prądu Karaibskiego. Oznacza to, że średnio w ciągu roku temperatury wynoszą 27-29 °C, bez występowania ekstremów termicznych. Roczne amplitudy wynoszą od 1 °C do 3 °C. Także na Wyżynie Gujańskiej temperatury nie różnią się mimo iż jest to obszar wyżej położony. Średnie wartości wynoszą tam od 24 °C do 26 °C. Różnice w temperaturze zaznaczają się wyraźnie tylko gdy weźmie się pod uwagę wysokość nad poziomem morza i związaną z tym piętrowość klimatyczną. Fakt ten dotyczy niektórych obszarów Wyżyny Gujańskiej, a dokładniej masywu Roraima, Andów i Gór Karaibskich. Na wysokościach powyżej 1500 m n.p.m. jest chłodniej i średnie wartości wynoszą 20-24 °C. Na wysokościach rzędu 2000 – 2200 m n.p.m. temperatury są już umiarkowane i wynoszą od 14 °C do 18 °C. Powyżej 3400 m n.p.m. czyli w Andach Wenezuelskich średnie roczne wartości są niskie i wynoszą około 10 °C. W wysokich partiach Cordillera de Mérida temperatury obniżają się od 8 °C, do 0 °C.

### Opady
Ze względu na wielkości kraju i występujące w nim podtypy, oraz wpływ prądu morskiego, opady są bardzo zróżnicowane. Najbardziej suche regiony znajdują się na północnym zachodzie i na północy kraju. W mieście Coro średni opad roczny wynosi zaledwie 474 mm. Cały region na północnym zachodzie i na północy w wąskim pasie nadbrzeżnym to opady rzędu 300-400 mm rocznie. Na wybrzeżu opady są niskie, mimo obecności akwenu, w miejscowości Las Piedras wartości opadowe sięgają 320 mm, czyli tyle ile pada średnio na wielu obszarach pustyń i półpustyń. Małe opady występują też wysoko w górach. W mieście Mérida, leżącym w paśmie gór o tej samej nazwie opad roczny wynosi 1816 mm a na wyżej położonej miejscowości w Parano de Mucuchies, tylko 588 mm. Największe opady występują blisko równika i na Nizinie Orinoko. Na równinach Llanos opady wynoszą od 1300 do 2400 mm. Na Nizinie Orinoko, bliżej delty opad roczny jest niższy ale wartości i tak są duże i wynoszą od 800 do 1400 mm. Około 2000 mm rocznie spada na Wyżynie Gujańskiej. W mieście Santa Elena de Uairen, leżącym w masywie Roraima średni roczny opad wynosi 2152 mm. Na południowych krańcach Wenezueli opady sięgają 3000 mm. Na niemal całym obszarze kraju, poza regionami leżącymi na południowych krańcach i w części południowej Wyżyny Gujańskiej występują dwie pory roku: deszczowa i sucha. Długość pory deszczowej jest różna, najwięcej dni z deszczem jest na samym południu kraju i na Wyżynie Gujańskiej Pora deszczowa trwa zazwyczaj od maja do listopada, a sucha od grudnia do kwietnia. Wilgotność powietrza w porze deszczowej jest duża i wynosi średnio 85%, zaś w czasie pory suchej około 70%. W Wenezueli występują opady śniegu, ale oczywiście tylko w wysokich partiach Andów, gdzie granica wiecznego śniegu przebiega na wysokości 4600 m n.p.m. Opad atmosferyczny na tych wysokościach jest niewielki.

### Cechy klimatu
Ważną rolę w klimacie Wenezueli odgrywają Pasaty. Wiatry te niosą wilgotne i gorące powietrze znad Oceanu Atlantyckiego. Nad nizinami wiatry te mają już suchą postać, ale na terenach górskich ochładzają się powodują gwałtowne deszcze na stokach dowietrznych. W lipcu wiatry te wieją w kierunku wschodnim i południowo-wschodnim. Charakterystycznym lokalnym wiatrem jest "chubasco", który wieje latem w basenie Maracaibo. Wiatr przynosi krótkotrwały, ale obfity deszcz.

## Wody

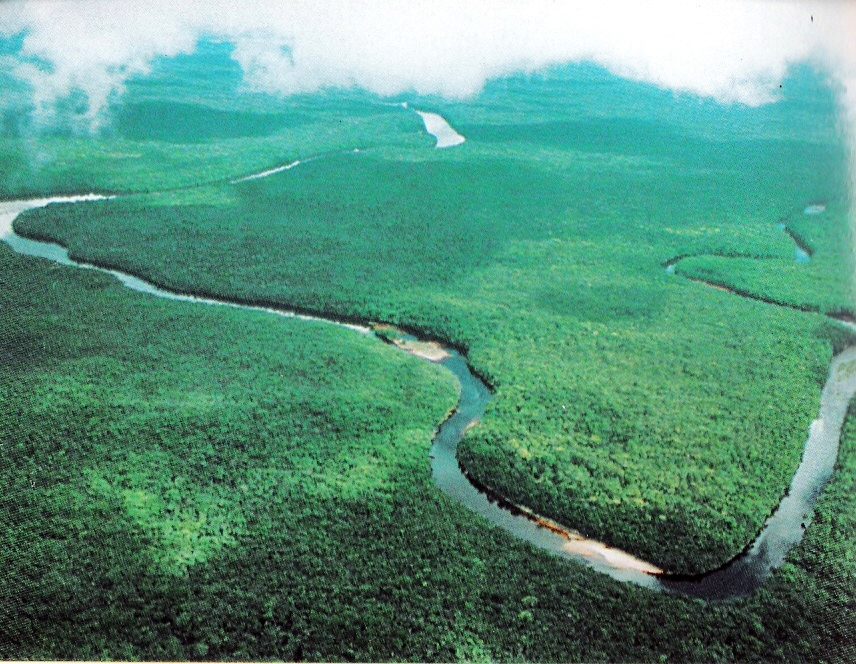
Delta Orinoko

### Rzeki
Sieć rzeczna Wenezueli należy do trzech zlewisk, są nimi Ocean Atlantycki, którego zlewisko obejmuje 82% powierzchni kraju, Morza Karaibskie, którego zlewisko obejmuje 17,5% i jezioro Valencia – 0,5%. Sieć rzeczna jest gęsta i ze względu na opady zasobna w wody. Główną i najważniejszą rzeką kraju jest Orinoko, która tworzy potężny system rzeczny, obejmujący znaczną część kraju. Rzeka odwadnia 70% powierzchni kraju. Zlewnia tej rzeki obejmuje także sąsiednią Kolumbię. Orinoko jest długie na 2140 km i jej roczny odpływ wody wynosi 1110 mld m³. Przepływ wody przy ujściu wynosi 18 tys. m³/s. Orinoko tak jak wszystkie rzeki Wenezueli płynące w regionie klimatu pór suchych i deszczowych, cechuje się zmiennością stanu swych wód. W porze suchej stan wody jest niższy od 22% niż w porze deszczowej.
Orinoko posiada liczne dopływy (największe to: Caura, Caroní, Meta, Arauca, Apure) i obszerną deltą przy ujściu. Na południu Orinoko jest połączona przez swój lewy dopływ Casiquiare z rzeką Negro, lewym dopływem Amazonki, dzięki zjawisku bifurkacji w korycie Casiquiare. Do Orinoko łącznie wpada 2000 rzek, z których 194 to główne dopływy. Do Morza Karaibskiego i jeziora Maracaibo uchodzą liczne, na ogół krótkie rzeki. Najdłuższa El Tocuyo liczy 320 km. Do Maracaibo uchodzą jeszcze krótsze cieki jak np. Chama, która ma długość 180 km. Wenezuelskie rzeki posiadają liczne progi i wodospady, zwłaszcza w dorzeczu Orinoko, gdzie na rzece Churún (dopływ Caroní) znajduje się najwyższy wodospad na Ziemi Salto Angel (1054 m)

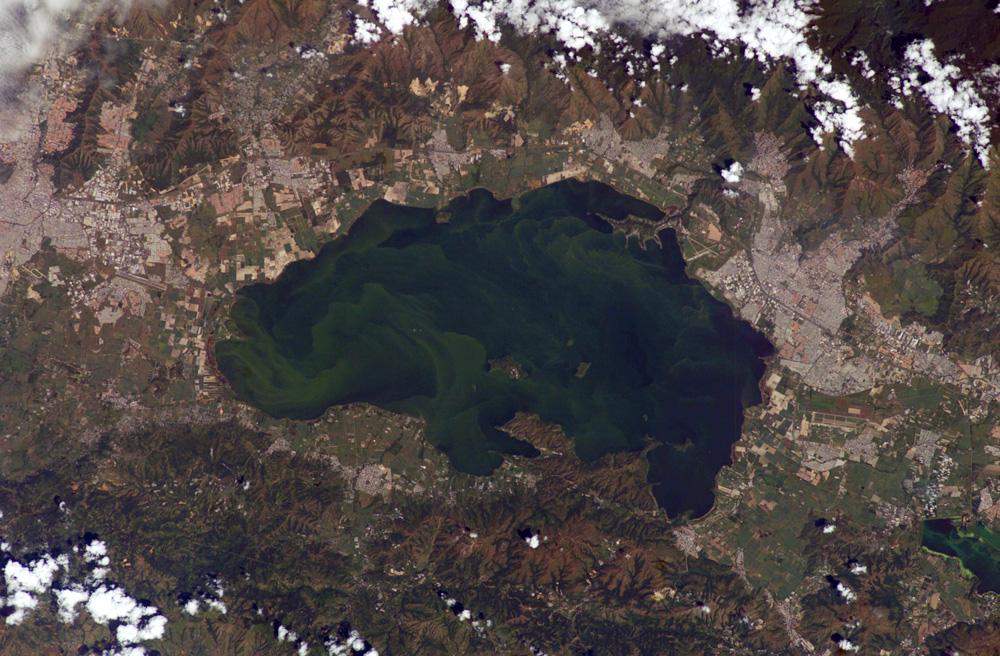
Jezior Valecia widziane z orbity okołoziemskiej

### Jeziora
W Wenezueli jest niewiele jezior. W Andach znajdują się małe jeziorka polodowcowe powstałe z topnienia lodowców górskich. Największym jeziorem kraju jest Valencia, które ma powierzchnię 3140 km². Jest to jezioro endoreiczne i jego powierzchnia stale się zmniejsza na skute silnego parowania. Maracaibo nie jest jednak jeziorem, choć ogólnie jest tak nazywane, ze względu na to iż jego wody są słodkie. Przyczyną jest fakt, że akwen ten w dużym stopniu zasilają uchodzące do niego rzeki. Maracaibo z geomorfologicznego punktu widzenia jest morską laguną, akwenem połączonym wąską cieśniną z Zatoką Wenezuelską, a tym samym z Morzem Karaibskim. Zbiornik ten jak już wyżej wspomniano mylnie, choć powszechnie nazywany jest jeziorem. Maracaibo ma powierzchnię około 20 tys. km², długość 170 km, maksymalna głębokość 250 m.

## Gleby
Pokrywa glebowa Wenezueli jest zróżnicowana, w większości tereny pokrywają średniej i słabej jakości gleby tropikalne. Są to m.in. gleby laterytowe i gliniaste, które narażone są na erozję. Najżyźniejsze pokrywy występują na obszarze zachodnich Llanos, wokół jeziora Maracaibo i Valencia, oraz w delcie Orinoko. Tereny te zajmują żyzne gleby aluwialne – fluwisole. Gleby te występują także w sąsiedztwie rzek. W dolinach Gór Karaibskich występują żółto czerwone arkisole, a na przedgórzu Andów występują żółto czerwone ferrasole i brunatno czerwone luwisole. Na obszarze Wyżyny Gujańskiej gleby są przeważnie piaszczyste o dużej kwasowości. Na południu Wyżyny Gujańskiej występuje przewaga tropikalnych gleb laterytowych.

## Flora

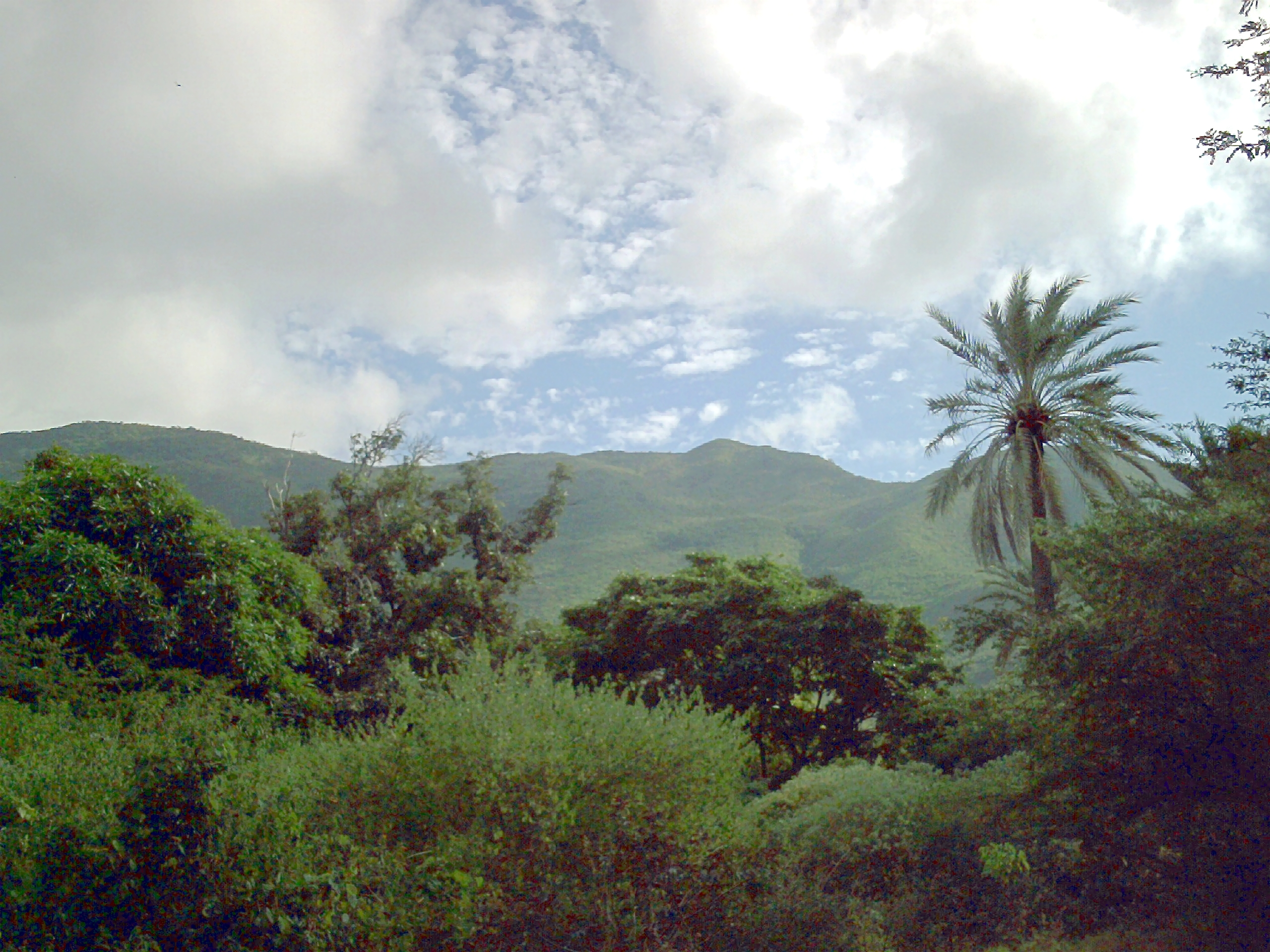
Podrónikowe lasy w Serrania del Interior

Szata roślinna bardzo urozmaicona. 32,5% powierzchni kraju zajmują lasy, głównie jest to ekosystem tropikalnych lasów wiecznie zielonych. Lasy te pokrywają stan Amazonas na południu i południową część stanu Bolívar, czyli zajmują większość Wyżyny Gujańskiej. Lasy te cechują się bogactwem gatunkowym, gdzie na jednym hektarze rośnie do 87 różnych gatunków. Są to przede wszystkim takie gatunki jak: ceiba, palma maurycja i pedare. Deltę Orinoko porastają lasy namorzynowe, których drzewa mają długie korzenie. Lasy te są trudne do przebycia ze względu na liczne korzenie zanurzone w wodzie, które tworzą gęsty gąszcz.
W górach Karaibskich i wyższych częściach Wyżyny Gujańskiej rosną górskie lasy tropikalne. Lasy te ze względu na dużą wilgotność cechują się tym, że ich drzewa posiadają duże liście, a sam drzewostan osiąga duże rozmiary. Licznie występują tam gatunki roślin zaliczane do epifitów. Do głównych gatunków należą: cucharony i pino laso. Ze względu na występowanie pory suchej, obszary przedgórzy Andów, Gór Karaibskich porośnięte są przez lasy częściowo zrzucające liście lub w ogóle bezlistne w czasie trwania pory suchej. Charakterystyczne dla przedgórzy Gór Karaibskich są sucholubne formacje kserofityczne, gdzie rosną ogromne kaktusy zwane cardonales. Spora część Wenezueli, bo aż 40% zajmuje sawanna, głównie na obszarze nizin Llanos, od Kolumbii aż po granice z Gujaną wzdłuż rzeki Orinoko. Sawanny te cechują się występowaniem traw, których rozmiary dochodzą do 2 m w czasie pory deszczowej. Wśród traw miejscami występuje roślinność krzaczasta i drzewa wysokie od 5 m. Drzewami sawann wenezuelskich są takie gatunki jak: caoba, cedrela oraz palma kopernicja. Wysokie partie gór pokrywa roślinność zwana parano. Na terenach tych rosną karłowate drzewa i krzewy.

## Fauna
Świat zwierząt Wenezueli należy do krainy neotropikalnej obszaru neogeńskiego. Fauna Wenezueli cechuje się bogactwem gatunkowym ptaków, gdzie żyje 1300 gatunków. Do typowych ptaków tego kraju należą papugi, tukany i kolibry, ptaki typowe dla równikowej i podrównikowej strefy Ameryki Południowej. W lasach żyją małpy o chwytnych ogonach, leniwce i mrówkojady. Do drapieżników należy rzadko występująca puma oraz jaguar. Innymi charakterystycznymi ssakami Wenezueli są kapibary, których liczebność jest niewielka. Sawanny zamieszkiwane są głównie przez ptactwo, różne odmiany kaczek i czapli. Liczne są gady jak żółwie, czy kajmany, które występują w sąsiedztwie rzeki i w delcie Orinoko. W Wenezueli żyje także największy wąż świata – anakonda oraz boa dusiciel.
Górska fauna jest zróżnicowana z powodu piętrowości roślinno-klimatycznej. W niższych partiach gór występują wyjce, jaguary i pumy, węże oraz jastrzębie. Wyżej występują lisy i jaskółki górskie, a wysoko w górach bytuje charakterystyczny ptak Andów – kondor. Suche obszary wybrzeża zamieszkują króliki, jelenie oraz węże koralowe. Na wyspach Wenezueli występuje głównie ptactwo żyjące w sąsiedztwie wód jak mewy i pelikany. Wody przybrzeżne obfitują w ryby w tym dochodzące do 5 m długości rekiny, a poza nimi w wodach żyją delfiny i kaszaloty. Liczne są skorupiaki do których należą ostrygi i krewetki.
Wenezuelę cechuje duża powierzchnia obszarów chronionych. Obecnie ponad 23% powierzchni kraju objęte jest ochroną. Jest tu 45 parków narodowych (2023).